# Gollania cylindricarpa
Gollania cylindricarpa là một loài Rêu trong họ Hypnaceae. Loài này được (Mitt.) Broth. mô tả khoa học đầu tiên năm 1908.